# Into You
"Into You" är en låt framförd av den amerikanska rapparen Fabolous. Låten producerades av DJ Clue och DURO för artistens andra studioalbum Street Dreams. Melodin samplar "So Into You" (1998) av den kanadensiska R&B-sångaren Tamia.
"Into You" släpptes som den tredje singeln från albumet och blev en smash-hit som klättrade till en 4:e plats på USA:s Billboard Hot 100 och en sjätte plats på R&B-listan. Singeln, som blir Fabolous näst största hit till dato, hade topp-tjugo positioner på de flesta singellistorna i Europa. På albumspåret sjunger den amerikanska R&B-sångerskan Ashanti melodin istället.
Låten finns även med på Tamias tredje studioalbum More.

## Format och innehållsförteckningar
- Amerikansk CD-singel

1. "Into You" (clean single edit) featuring Tamia
2. "Into You" (explicit single version) featuring Tamia
3. "Into You" (album version) featuring Ashanti

## Listor
| Lista (2003/2004)                                        | Topp Position |
| -------------------------------------------------------- | ------------- |
| Australiens singellista ARIA Charts                      | 4             |
| Hollands Dutch Top 40                                    | 24            |
| Frankrikes Syndicat National de l'Édition Phonographique | 44            |
| Irlands singellista                                      | 39            |
| Schweiz singellista                                      | 87            |
| Storbritanniens UK Singles Chart                         | 18            |
| Amerikanska Billboard Hot 100                            | 4             |
| Amerikanska Billboard Hot R&B/Hip-Hop Songs              | 6             |
| Amerikanska Billboard Hot Rap Tracks                     | 4             |